# Кід Каді
Скотт Рамо́н Сегу́ро Мескаді (англ. Scott Ramon Seguro Mescudi), відоміший під своїм сценічним псевдонімом Кід Каді (англ. Kid Cudi, нар. 30 січня 1984, Клівленд, штат Огайо, США) — американський хіп-хоп виконавець. Здобув популярність з появою мікстейпу A Kid Named Cudi, який вийшов у липні 2008 року. 2009 року його сингл «Day 'n' Nite» з дебютного альбому Man on the Moon: The End of Day досяг першої десятки Hot R&B/Hip-Hop Songs.

## Ранні роки
Кід Каді народився в Клівленді. Його батько — маляр, ветеран Другої світової війни, служив танкістом. Мати — вчитель середньої школи. Батько Мескаді помер від раку, коли Скотту було 11 років, його смерть вплинула на особистість і музику Скотта.

## Кар'єра

### Музична кар'єра
Мескаді навчався в середній школі Shaker Heights High School протягом двох років, потім перейшов в Solon High School. Реп він почав писати в кінці середньої школи, надхненний альтернативними реп-групами, такими як Pharcyde і A Tribe Called Quest. Він переїхав до Брукліну у віці 20 років, де продовжив музичну кар'єру. Випустивши свій перший мікстейп A Kid Named Cudi, Кід Каді швидко привернув увагу Каньє Веста, який сприяв підписанню контракту з лейблом GOOD Music.
Кід Каді взяв участь у записі альбому Каньє Веста, 808s & Heartbreak, в треку «Welcome to Heartbreak», а також надав допомогу при написанні пісень «Heartless», «Paranoid» і «RoboCop».
Його перша поява на телебаченні відбулася 2008 року на MTV Video Music Awards. 17 лютого 2009 року він з'явився на MTV ток-шоу Snoop Dogg'а Dogg After Dark з піснею «Day 'n' Nite». Два дні потому, 19 лютого 2009 року, Каді засвітився на BET, в телепередачі 106 & Park з Каньє Вестом для презентації свого дебютного відео «Day 'n' Nite».
Кід Каді також зіграв епізодичну роль у відеокліпі на пісню «T.O.N.Y» в лютому 2009 року, а пізніше з Black Eyed Peas у «I Gotta Feeling». Крім того, він з'явився на обкладинках двох журналів, Complex (серпень/вересень 2009) та URB (серпень 2009).
Дебютний альбом Кіда Каді Man on the Moon: The End of Day вийшов на лейблі Universal Motown 15 вересня 2009 року, і в перший тиждень було продано 104 419 копій. Першим синглом з альбому був «Day 'n' Nite», що приніс найбільший комерційний успіх Кід Каді. Наступним синглом став «Make Her Say» (спочатку під назвою «I Poke Her Face»).
25 лютого 2009 року Каді представив тизер на фільм «Трансформери: Помста полеглих» зі своєю піснею «Sky Might Fall».
Займався підготовкою синглу під назвою «Switchin Lanes» для відеогри Midnight Club: Los Angeles.

### Кінокар'єра
Кід Каді зіграв одну з головних ролей в серіалі «Як досягти успіху в Америці», спродюсованому Марком Волбергом, а також зіграв роль маніяка в короткометражці Maniac, режисером якої виступив його друг Шая ЛаБаф. Кід Каді зізнався, що завжди хотів бути актором, перш ніж стати співаком.

## Дискографія

### Студійні альбоми
- Man on the Moon: The End of Day (2009)
- Man on the Moon II: The Legend of Mr. Rager (2010)
- Indicud (2013)
- Satellite Flight: The Journey to Mother Moon (2014)
- Speedin' Bullet 2 Heaven (2015)
- Passion, Pain & Demon Slayin' (2016)

### Мікстейпи
- A Kid Named Cudi (2008)

### Компіляції
- WZRD with Dot Da Genius (2012)
- Cruel Summer with G.O.O.D. Music (2012)
- Kids See Ghosts (2018)

## Фільмографія
| Рік  | Українська назва                        | Оригінальна назва         | Персонаж           |
| ---- | --------------------------------------- | ------------------------- | ------------------ |
| 2010 | Школа виживання                         | One Tree Hill             | грає сам себе      |
| 2010 | Як досягти успіху в Америці             | How to Make It in America | Домінго Браун      |
| 2011 | Маніяк                                  | Maniac                    | грає самого себе   |
| 2012 | Жорстоке Літо                           | Cruel Summer'             | Рафі               |
| 2013 | Шоу Клівленда                           | The Cleveland Show        | Девон              |
| 2013 | Прощай, світ                            | Goodbye World             | Лев                |
| 2013 | Бруклін 9-9                             | Brooklyn Nine-Nine        | Дастін Уітман      |
| 2014 | Need for Speed: Жага швидкості          | Need for Speed            | Бенні              |
| 2014 | Секс на дві ночі                        | Two Night Stand           | Седрік             |
| 2014 | З тих пір                               | The Ever After            |                    |
| 2015 | Антураж                                 | Entourage                 | асистент Арі Голда |
| 2019 | Джей та Мовчазний Боб: Перезавантаження | Jay and Silent Bob Reboot | офіцер поліції     |
| 2019 | Джексі                                  | Jexi                      | у ролі себе        |
| 2020 | Білл і Тед                              | Bill & Ted Face the Music | Кід Каді           |
| 2021 | Не дивися вгору                         | Don't Look Up             | DJ Челло           |
| 2022 | X                                       | X                         | Джексон            |
| 2023 | Кратер                                  | Crater                    | Майкл              |